# Sept Grandes Causes d'irritation
Les Sept Grandes Causes d'irritation (Mandchou: ᠨᠠᡩᠠᠨ
ᡴᠣᡵᠣ nadan koro; chinois : 七大恨 ; pinyin : Qī Dà Hèn ; litt. « Sept Grandes Causes d'irritation ») sont un manifeste rédigé par Nurhachi, un chef Jürchen fondateur et dirigeant de la Dynastie des Jin postérieurs, le 13éme jour du 4éme mois lunaire de l'ére Tianming (chinois : 天命 ; litt. « Mandat du Ciel ») de son règne, ce qui correspond a la date du 7 mai 1618 dans le calendrier grégorien. Ce manifeste est suivi d'une déclaration de guerre contre la dynastie Ming.
Si le manifeste d'origine est perdu, il existe plusieurs transcription des Sept Grandes Causes d'irritation, une provenant des « Véritables Archives des Mandchous », une autre des « Véritables Archives des Qing » et enfin celle laissée par Huang Taiji, le fils et successeur de Nurhaci. Selon cette dernière version, les sept griefs sont les suivants:
1. Les Ming ont tué le père et le grand-père de Nurhaci sans raison ;
2. Les Ming ont réprimé les Jianzhou et favorisés les clans Yehe et Hada;
3. Les Ming ont violé l'accord territorial qu'ils ont avec Nurhaci ;
4. Les Ming ont envoyé des troupes pour protéger les Yehe contre les Jianzhou ;
5. Les Ming ont soutenu les Yehe pour qu'ils rompent leurs promesses envers Nurhaci ;
6. Les Ming ont forcé Nurhaci à abandonner les terres de Chaihe, Sancha et Fuan ;
7. Le fonctionnaire Ming, Shang Bozhi, a abusé de son pouvoir et a foulé aux pieds le peuple.

Peu de temps après l'annonce des Sept Grandes Causes d'irritation, le conflit contre les Ming débute avec une attaque contre Fushun. Par la suite, les transfuges Han jouent un rôle très important dans la conquête de la Chine des Ming par les Qing. Les généraux chinois Han qui font défection au profit des Mandchous sont souvent mariés a des femmes de la famille impériale Aisin Gioro, tandis que les simple soldats épousent souvent des femmes mandchoues d'origine non royales. Et Nurhaci épouse l'une des petites-filles du général Li Yongfang  (李永芳), après que ce dernier ait livré Fushun, dans le Liaoning, aux Mandchous en 1618. Les enfants de Li, quant a eux, reçoivent le titre de « vicomte de troisième classe » (chinois : 三等子爵 ; pinyin : Sān-děng Zǐjué). En représailles, un an plus tard, une expédition punitive Ming forte d'environ 100 000 hommes, dont des troupes coréennes et Yehe, tente de détruire les troupes de Nurhaci en les attaquant par quatre routes différentes. Le khan des Jin postérieurs attaque et vainc successivement les armées arrivant par les routes Ouest, Nord et Est au cours de la bataille de Sarhu, qui s’achève par le repli des troupes arrivant par la route sud et la fuite des vaincus.
Durant les années qui suivent cette défaite, la dynastie Ming est affaiblie par une combinaison de conflits internes et de harcèlement constant de la part des Jin postérieurs. Une fois l'unification des différents peuples Jürchens sous la coupe des Jin postérieurs achevée, Huang Taiji décide officiellement en novembre 1635 d'adopter le nom "Mandchou" pour désigner ce peuple unifié. En avril 1636 a lieu à Shenyang un qurultay  réunissant la noblesse mongole de Mongolie intérieure, la noblesse mandchoue et les mandarins Han au service de Huang. A l'issue du qurultayn Huang reçois un des sceaux de jade de la dynastie Yuan et le titre de Bogd Sécén Khaan, devenant ainsi le Khan de la Mongolie intérieure. Huang Taiji change alors le nom de sa dynastie de "Jin" en "Grand Qing" et élève sa position de Khan à celle d'empereur, indiquant ainsi ses nouvelles ambitions.
Le 26 mai 1644, Pékin tombe aux mains d'une armée de paysans rebelles dirigée par Li Zicheng. Pendant le sac de la ville, le dernier empereur Ming, Zhu Youjian, se pend à un arbre dans le jardin impérial, situé à l'extérieur de la Cité interdite. Les Mandchous de la dynastie Qing s'allient alors au général Wu Sangui, qui commande la dernière armée Ming encore apte a combattre. Ensemble, ils prennent le contrôle de Pékin et renversent l'éphémère dynastie Shun de Li Zicheng, établissant ainsi la domination de la dynastie Qing sur la Chine.

## Voir également
- Mandchourie sous le contrôle de la dynastie Ming
- Unification des Jürchens
- Transition des Ming aux Qing